# كرايغ موير
كرايغ موير (بالإنجليزية: Craig Moir)‏ هو لاعب اتحاد الرغبي بريطاني، ولد في 25 سبتمبر 1973 في أبردين في المملكة المتحدة.

## وصلات خارجية
- كرايغ موير عل موقع إسبنسكروم (الإنجليزية)
- كرايغ موير على موقع ItsRugby.co.uk (الإنجليزية)